# Le chat mort
Le chat mort is een kleine uitgeverij in het Friese Katlijk, gemeente Heerenveen. Hier worden bekende Nederlandse stripverhalen in het Fries uitgegeven. De uitgeverij is opgericht in 1993 door Jos Boelhouwer.
'Le chat mort' heeft zich gespecialiseerd in verhalen van de Bommelsage, Kapitein Rob, Eric de Noorman en Suske en Wiske. Tevens was het bedrijf de uitgever van het werk van de Deventer schrijver en poëet Rob Godthelp (1941-2019). 